# Машинобудування (енциклопедія)
«Машинобудування» (рос. Машиностроение) — 40-томна енциклопедія в Росії. Підготовлена колективом вчених Російської академії наук, провідних фахівців машинобудування у 1994—2013 рр.
Енциклопедія містить у довідковому вигляді основи теорії, методи розрахунку і проектування машин, основні відомості про матеріали та технологічні процеси. У ній узагальнені передовий досвід і сучасний стан науково-технічного прогресу в різних галузях промислового комплексу з урахуванням сформованих світових тенденцій.
Видана за участю Російської академії наук.
Енциклопедія «Машинобудування» складається з чотирьох розділів:
- I. Інженерні методи розрахунків.
- II. Матеріали в машинобудуванні.
- III. Технологія виробництва машин.
- IV. Розрахунок і конструювання машин.

Перелік всіх томів енциклопедії
- Розділ I. Інженерні методи розрахунків.
  - Том I-1 Математика.
  - Том I-2 Теоретична механіка. Термодинаміка. Теплообмін.
  - Том I-3 Динаміка і міцність машин. Теорія механізмів і машин.
  - Том I-4 Автоматичне управління. Теорія.
  - Том I-5 Стандартизація і сертифікація в машинобудуванні.
- Розділ II. Матеріали в машинобудуванні.
  - Том II-1 Фізико-механічні властивості. Випробування металевих матеріалів.
  - Том II-2 Сталі. Чавуни.
  - Том II-3 Кольорові метали та сплави. Композиційні металеві матеріали.
  - Том II-4 Неметалічні конструкційні матеріали.
- Розділ III. Технологія виробництва машин.
  - Том III-1 Технологічна підготовка виробництва. Проектування і забезпечення діяльності підприємства.
  - Том III-2 Технології заготівельних виробництв.
  - Том III-3 Технологія виготовлення деталей машин.
  - Том III-4 Технологія зварювання, пайки і різання.
  - Том III-5 Технологія складання в машинобудуванні.
  - Том III-6 Технологія виробництва виробів з композиційних матеріалів, пластмас, скла і кераміки.
  - Том III-7 Вимірювання, контроль, випробування і діагностика.
  - Том III-8 Технології, обладнання та системи управління в електронному машинобудуванні.
- Розділ IV. Розрахунок і конструювання машин.
  - Том IV-1 Деталі машин. Конструкційна міцність. Тертя, знос, змащування.
  - Том IV-2 Електропривод. Гідро- і віброприводи.
  - Том IV-3 Надійність машин.
  - Том IV-4 Машини та обладнання ковальсько-штампувального та ливарного виробництва.
  - Том IV-5 Машини та агрегати металургійного виробництва.
  - Том IV-6 Обладнання для зварювання.
  - Том IV-7 Металорізальні верстати та деревообробне обладнання.
  - Том IV-8 Підйомно-транспортні машини.
  - Том IV-9 Будівельні, дорожні і комунальні машини. Устаткування для виробництва будівельних матеріалів.
  - Том IV-10 Обладнання та агрегати нафтогазового виробництва.
  - Том IV-11 Вакуумні і компресорні машини. Машини та апарати холодильної та кріогенної техніки.
  - Том IV-12 Машини і апарати хімічних і нафтохімічних виробництв.
  - Том IV-13 Машини і агрегати текстильної та легкої промисловості.
  - Том IV-14 Двигуни внутрішнього згоряння.
  - Том IV-15 Колісні та гусеничні машини.
  - Том IV-16 Сільськогосподарські машини і обладнання.
  - Том IV-17 Машини та обладнання харчової та переробної промисловості.
  - Том IV-18 Котельні установки.
  - Том IV-19 Електричні машини. Гідравлічні машини.
  - Том IV-20 Кораблі і судна.
  - Том IV-21 Літаки і вертольоти.
  - Том IV-22 Ракетно-космічна техніка.
  - Том IV-23 Рухомий склад залізниць.
  - Том IV-24 Гірничі машини.
  - Том IV-25 Машинобудування ядерної техніки.